# À chaque frère
Albums de Youssoupha
Sur les chemins du retour
(2009)
À Chaque Frère est le premier album du rappeur Youssoupha, sorti le 19 mars 2007.

## Liste des titres
1. À chaque frère
2. Ma destinée
3. Les apparences nous mentent
4. Macadam
5. Dangereux
6. Les meilleurs ennemis feat. Diam's
7. Nouveau désordre
8. Ma sueur et mes larmes feat. Mike Genie (Bana Kin)
9. One love
10. Scénario
11. En marge feat. S-Pi
12. Dans une autre vie
13. Le monde est à vendre feat. Kool Shen
14. Rendons à Césaire...
15. Classique (plus rien ne m'étonne)
16. Éternel recommencement